# Chemie-Preis der Akademie der Wissenschaften zu Göttingen
Der Chemie-Preis der Akademie der Wissenschaften zu Göttingen wurde von 1957 bis 2019 von der Akademie der Wissenschaften zu Göttingen für herausragende Arbeiten in der Chemie vergeben. Es gab auch entsprechende Preise für Physik und Biologie.
In der Regel sollten die Forscher in Deutschland tätig sein oder deutsche Staatsbürger sein und sie durften das 40. Lebensjahr nicht überschritten haben und noch keine Professur auf Lebenszeit oder eine entsprechende andere Stelle innehaben. Außerdem mussten sie außerhalb Göttingens wirken und durften keine Schüler von Mitgliedern der Göttinger Akademie sein. Vorgeschlagen werden die Kandidaten von jeweiligen Preiskommissionen der Akademie.

## Preisträger
- 1957 Ernst Otto Fischer (TH München)
- 1958 Ferdinand Bohlmann (TH Braunschweig)
- 1959 Wolfgang Lüttke (Universität Freiburg)
- 1960 Max Schmidt (Universität München)
- 1961 Hans Musso (Universität Marburg)
- 1962 Hans Ludwig Schläfer (Universität Frankfurt)
- 1963 Rudolf Hoppe (Universität Münster)
- 1964 Ivar Ugi (Bayer)
- 1965 Heinrich Matthaei (Medizinisch Forschungsanstalt, MPG Göttingen)
- 1966 nicht verliehen
- 1967 Wolfgang Beck (TH München)
- 1968 Gerhard Schröder (Universität Karlsruhe)
- 1969 Hans Bock (Universität München)
- 1970 Dietrich Menzel (TH München)
- 1971 Eckhart Schweizer (Universität Würzburg)
- 1972 Arndt Simon (Universität Münster)
- 1973 Harald Günther (Universität Köln) und (Ersatz für Physikpreis) Gerhard Herberich (RWTH Aachen)
- 1974 Markus Schwoerer (Universität Stuttgart)
- 1975 Henning Hopf (Universität Karlsruhe)
- 1976 Konrad Seppelt (Universität Heidelberg)
- 1977 Gerhard Sauthoff (MPI Eisenforschung Düsseldorf)
- 1978 Manfred T. Reetz (Universität Bonn)
- 1979 Wolfgang A. Herrmann (Universität Regensburg)
- 1980 Eberhard Neumann (MPI Biochemie Martinsried)
- 1981 Günter Helmchen (Universität Würzburg)
- 1982 Michael Veith (TU Braunschweig)
- 1983 Hans Jürgen Neusser (TU München)
- 1984 Dieter Cremer (Universität Köln)
- 1985 Gerhard Erker (MPI Kohlenforschung Mülheim)
- 1986 John P. Maier (Universität Basel)
- 1987 Franz P. Schmidtchen (TU München)
- 1988 Klaus Rademann (Universität Marburg)
- 1989 Reinhard Nesper (MPI Festkörperforschung Stuttgart)
- 1990 Reinhard Brückner (Universität Marburg)
- 1991 Joachim Sauer (Zentralinstitut für Physikalische Chemie, Berlin-Adlershof)
- 1992 Wolfgang Schnick (Universität Bonn)
- 1993 Carsten Bolm (Universität Marburg)
- 1994 Eckart Rühl (FU Berlin)
- 1995 Albrecht Berkessel (University of Wisconsin)
- 1996 Matthias Drieß (Universität Heidelberg)
- 1997 Jürgen Rühe (MPI für Polymerforschung Mainz)
- 1998 Thisbe Lindhorst (Hamburg)
- 1999 Lutz H. Gade (Universität Straßburg) seine Arbeiten über Metallkomplexe an mehrfunktionellen Amidoliganden und deren Redoxverhalten.
- 2000 David Luckhaus (ETH Zürich) für seine Arbeiten über spektroskopische und quantentheoretische Untersuchungen der innermolekularen Dynamik, insbesondere von Stickstoff-Wasserstoff-Sauerstoff-Verbindungen.
- 2001 Christian Limberg (Universität Heidelberg) für seine Arbeit Oxo-Transfer-Reaktionen an Chrom- und Molybdän-Verbindungen.
- 2002 Lukas J. Gooßen (MPI Kohlenforschung Mülheim) für die Arbeiten: Palladium-Katalysierte Synthesen von Arylketonen aus Carbonsäuren und Boronsäuren, Palladium-Katalysierte Silylierungen von Aromaten und Untersuchungen zu abfallfreien Heck-Reaktionen.
- 2003 Otto Dopfer (Universität Würzburg) für Entwicklungsarbeiten auf dem Gebiet der Infarot-Dissoziationsspektroskopie sowie spektroskopische und quantenchemische Charakterisierung wichtiger Molekülionen und Ionen-Komplexe, insbesondere von Zwischenstufen bei der elektrophilen Aromatensubstitution.
- 2004 Ingo Krossing (Freiburg) für Entwicklungsarbeiten auf dem Gebiet der Verbindungen mit schwach koordinierenden Anionen.
- 2005 Georg Pohnert (Lausanne) für Untersuchungen im Bereich der biomolekularen Chemie, insbesondere der Aufklärung der chemischen Verteidigungsstrategien von marinen Algen
- 2006 Jörg Tiller (Universität Freiburg) für Herstellung einer neuen Generation von kontaktiven antimikrobiellen Oberflächen und zur Strukturbildung bei amphiphilen Conetzwerken.
- 2007 Kay Severin (EPFL Lausanne) für bedeutende Arbeiten auf dem Gebiet der Organometallsynthese und -katalyse.
- 2008 Magnus Rueping (Universität Frankfurt) für richtungsweisende Arbeiten zur enantioselektiven biomimetischen Hydrierung und des Einsatzes von chiralen Brønstedsäuren in der Synthese von Hetero- und Carbocyclen sowie der direkten C-C-Bindungsbildung unter C-H-Funktionalisierung
- 2009 Philip Tinnefeld (München) für grundlegende Arbeiten zur Weiterentwicklung der optischen Einzelmolekülspektroskopie und Anwendung auf biomolekulare Wechselwirkungen.
- 2010 Sven Schneider (München) für kreative Arbeiten zu neuen Katalysatorsystemen, die das Zusammenwirken von Metall und Ligand nutzen.
- 2011 Jörg S. Hartig (Konstanz) für bahnbrechende und richtungsweisende Arbeiten zur chemischen Biologie von Nukleinsäuren und speziell der RNA.
- 2012 Hans Jakob Wörner (ETH Zürich) für die bahnbrechende Beobachtung der zeitabhängigen Quantendynamik von Elektronen auf Subfemtosekunden-Skala
- 2013 Manuel Alcarazo Velasco (MPI Kohlenforschung Mülheim) für Synthese neuer Ligandensysteme und Anwendung in asymmetrischer homogener Katalyse
- 2014 Tanja Gaich (Hannover) für herausragende Leistungen bei der Totalsynthese komplexer Naturstoffe.
- 2015 Melanie Schnell (Hamburg) für bahnbrechende neue Methoden zur Untersuchung von Rotationsspektren zustandsselektierter Moleküle unter extrem kalten Bedingungen
- 2016 Shigeyoshi Inoue (TU München) für Beiträge zur Chemie niedervalenter Verbindungen von Hauptelementen, speziell Silicium.
- 2017 Bill Morandi (MPI Kohlenforschung Mülheim), Beiträge zur reversiblen Transfer-Katalyse
- 2019 Tobias Beck (RWTH Aachen), Arbeiten zur Selbstassemblierung von hierarchisch strukturierten Hybridmaterialien